# 垫片及墊柱
通常，垫片是一种固体材料，用于分隔组件中的两个零件。间隔物的尺寸可以从微米到厘米不等。它们可以由金属、塑料、玻璃和其他材料制成。形状包括平板、圆柱形和球形。

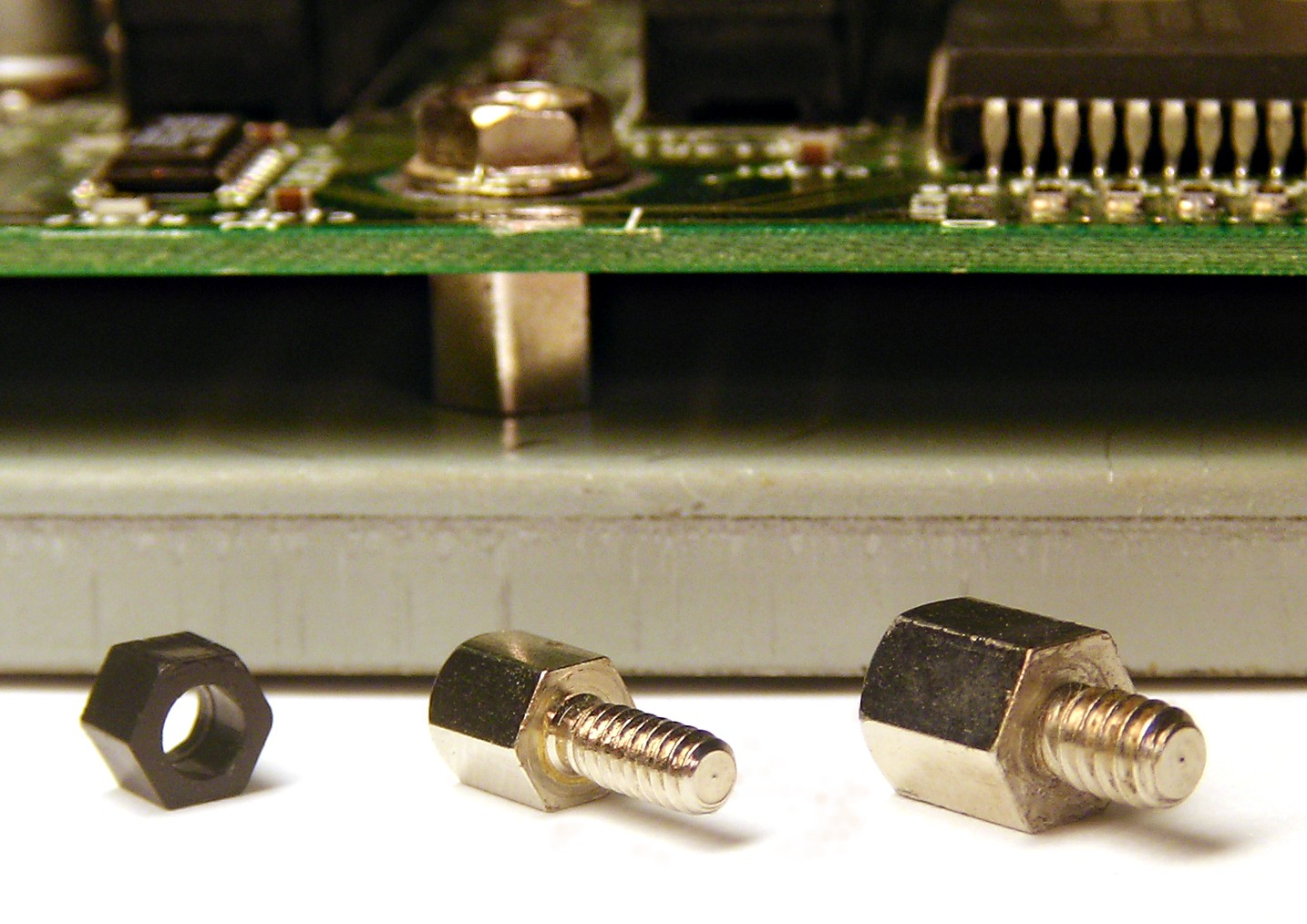
两种尺寸的金属墊柱和一种塑料墊柱。背景描绘了一个使用中的墊柱，将电路板固定在金属外壳上方。

墊柱是一种具有规定长度的螺纹分离器，用于将组件中的一个零件抬高到另一个零件上方。它们通常是圆形或六角形（用于以扳手拧紧），通常由不锈钢、铝、黄铜或尼龙制成，有公母或母母形式。在电子产品中，它们经常用于将印刷电路板抬高到表面上方。绝缘墊柱可防止两个部件相互接触，从而防止电气短路。在某些情况下（例如D-sub连接器），可以使用短墊柱来接收将连接锁定在一起的千斤顶螺钉。
相比之下，一些垫片可能看起来类似于墊柱，但实际上是无螺纹的管件，可以让整个螺栓穿过。由于无法拧紧，因此通常是圆形的。 
视听设备（例如，AV 放大器）可以利用其安装上方或下方的额外空间，以便以更好的气流方式实现额外的冷却。 AV 垫片就是为此目的而制造的。 

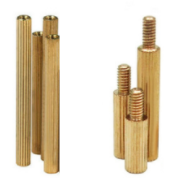

在電腦安裝中尺寸4-40用于信號綫的固定，尺寸6-32用于主板安装。
Dell, Inc.将母口的墊柱称为“六角螺母螺钉”，并使用公制系统对其进行测量。

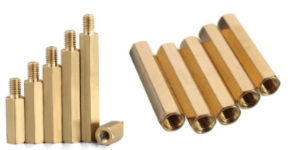

- 星形填料
- 支撑
- 拧紧